# Georg Hess (Politiker, 1956)
Georg Hess (* 15. März 1956; † 12. Juli 2016; heimatberechtigt in Wetzikon) war ein Schweizer Politiker (CVP).

## Biografie
Georg Hess ist im Zürcher Weinland aufgewachsen, absolvierte die Matura Typus C in Winterthur und studierte Agronomie an der ETH Zürich. 1992 wurde er dort promoviert.
Er spezialisierte sich auf den Weinbau und absolvierte Praktika in Australien und der Schweiz. Von 1985 bis 1989 war er der Zentralstellenleiter für Weinbau des Kantons St. Gallen. Von 1989 bis 2000 wirkte er als Dozent für Weinbau, Weinwirtschaft und Bodenkunde an der Hochschule Wädenswil. Seither war er in Schindellegi wohnhaft.
Von 1996 bis 2000 war er Mitglied im Schwyzer Kantonsrat, vom 1. Juli 2000 bis zum 30. September 2010 Regierungsrat des Kantons Schwyz. Er leitete anfänglich das Baudepartement, ab 2002 das Finanzdepartement. Als solcher war er auch im Verwaltungsrat der Schifffahrtsgesellschaft des Vierwaldstättersees (2001–2003). Auf den 1. Juli 2006 wurde er für zwei Jahre zum Landesstatthalter gewählt, vom 1. Juli 2008 bis 30. Juni 2010 war er turnusgemäss Landammann. Am 30. September 2010 trat Hess aus beruflichen Gründen zurück. Danach übernahm er die Leitung des Politikgeschäfts der Bank Julius Bär.
In der Freizeit war Georg Hess Mitglied in einem Jodelchor und spielte seit dem zwölften Lebensjahr Schwyzerörgeli. Bis zu seiner Krebserkrankung 2015 war Hess Präsident des Verbandes der Musikschulen des Kantons Schwyz, zu dessen Gründern er zählte. Der Verband ernannte ihn im April 2016 zum Ehrenpräsidenten. Hess war verheiratet und hatte zwei Kinder. Er starb im Juli 2016 im Alter von 60 Jahren nach schwerer Krankheit.